# Adoración del Niño Jesús (Stephan Lochner)
Adoración del Niño Jesús es una de las caras de un retablo del pintor Stefan Lochner, (en la cara opuesta esta la Crucifixión). Realizada en 1445 y ubicada en la Pinacoteca Antigua de Múnich es una de las obras más famosas del pintor y se cree que sirvió de inspiración para la obra La Virgen del rosal. El cuadro es una de las mejores representaciones del estilo delicado típico de Lochner que desarrolló la mayor parte de su trabajo en Colonia y que le convierten en uno de los principales maestros del Gótico del centro de Europa.

## Técnica
Fue pintado siguiendo el estilo flamenco de la época, es decir, óleo sobre tabla, lo que le aporta un carácter de modernidad. Sus medidas son 37cm de altura x 23 de anchura. 
Hasta el siglo XV, lo que se había desarrollado en pintura había sido el retablo en el que la técnica utilizada había sido el temple (color mezclado con huevo) sobre tabla. Pero los pintores flamencos del siglo XV, llevaron a cabo una revolución en el mundo de la pintura al introducir el óleo (color mezclado con aceite) sobre tabla y su influencia se extendió por toda Europa, llegando a Alemania y siendo Stefan Lochner un ejemplo típico de maestro gótico del norte de Europa que comienza a introducir el óleo. 

## Descripción
La escena representa a María como virgen antes, durante y después del parto ya que su cabeza no está cubierta; hay que destacar una pequeña corona de perlas sobre su cabello en alusión a su carácter de Reina. La virgen también aparece representada con una espléndida aura de pan de oro muy característico de los retablos góticos. 
María está arrodillada ante el Niño en un establo acompañados por el buey y la mula, mientras un ángel anuncia a los pastores el milagro y dos grupos de ángeles se asoman a la ventana y a la parte superior del establo entonando un canto de Aleluya. 

## Composición
La composición es la típica en este autor y vemos de nuevo reminiscencias góticas: el tema principal se encuentra en el centro de la composición y la virgen forma una estructura triangular, característica en el mundo gótico, quizás relacionándola con la Santísima Trinidad. El autor no conoce la perspectiva geométrica pero sí que tiene una preocupación por representar un espacio de tres dimensiones, no solo en la construcción del establo sino también en el espacio donde se ubican los pastores con sus rebaños, dándole cierta importancia al paisaje. 

## Estilo
Lochner es un artista en el que el dibujo alcanza un total dominio sobre el color llegando sus figuras a poseer cualidades escultóricas; se puede apreciar también esta importancia del dibujo en el detallismo del pesebre, las telas acartonadas de la Virgen, típicamente flamencas, el buey y la mula, que tienen un cierto carácter inocente observando la escena, los ángeles, todos iguales, y los pastores que están vestidos a la moda del siglo XV, también característica de la pintura flamenca. 
Los colores predominantes en el cuadro son el azul de la virgen y de los ángeles, que representa la pureza y que se consigue con la piedra semipreciosa lapislázuli, mientras que el niño aparece tendido en el suelo completamente desnudo sobre un paño de pureza y bendiciendo con su mano derecha. 
Esta obra es una de las mejores representaciones del estilo delicado típico de Lochner que desarrolló la mayor parte de su trabajo en Colonia y que le convierten en uno de los principales maestros del Gótico del centro de Europa.